# Mark Coleman
Mark Daniel Coleman (ur. 20 grudnia 1964 w Fremont) − amerykański zapaśnik i zawodnik mieszanych sztuk walki (MMA). Wicemistrz świata w zapasach w stylu wolnym w kat. 100 kg (1991), mistrz UFC w wadze ciężkiej (1997) i zwycięzca PRIDE Openweight Grand Prix (2000).

## Kariera sportowa

### Zapasy
Zaczął trenować zapasy jako nastolatek, a następnie kontynuował amatorską karierę zapaśniczą na studiach. Był mistrzem NCAA. Następnie został członkiem seniorskiej reprezentacji USA w stylu wolnym. W 1991 roku zdobył złoty medal igrzysk panamerykańskich oraz srebrny mistrzostw świata w kat. do 100 kg. Na igrzyskach olimpijskich w Barcelonie w 1992 roku w tej samej kategorii wagowej zajął siódme miejsce. Trzykrotny złoty medalista Mistrzostw Panamerykańskich.

### MMA
W 1996 roku rozpoczął swoją karierę w MMA, wygrywając turniej UFC 10. Dwa miesiące później wygrał kolejny turniej UFC, a w 1997, po pokonaniu Dana Severna, został pierwszym mistrzem wagi ciężkiej UFC. Uważa się go za prekursora, obecnie bardzo popularnej, strategii walki zwanej „ground-and-pound”, która polega na zajęciu dogodnej pozycji w parterze i zadawaniu ciosów przeciwnikowi. Jeszcze w 1997 roku stracił tytuł mistrzowski na rzecz Maurice’a Smitha, a w kolejnych latach poniósł jeszcze dwie dotkliwe porażki: z Pete’em Williamsem (pierwsza przegrana przez nokaut) i z Pedro Rizzo. 
W 1999 roku zadebiutował w Pride FC, przegrywając przez poddanie z popularnym japońskim zawodnikiem, Nobuhiko Takadą. Następnie wygrał turniej Grand Prix 2000, pokonując kolejno: Masaaki Satake, Akirę Shoji, Kazuyuki Fujitę i Ihora Wowczanczyna. Był to ostatni wielki sukces Colemana, który w kolejnych latach zaliczył serie przegranych z nowymi gwiazdami Pride: w 2001 przegrał przez poddanie z Antonio Rodrigo Nogueirą, w 2004 do poddania zmusił go mistrz wagi ciężkiej Fiodor Jemieljanienko, a rok później został znokautowany przez Mirko Filipovicia. 
W 2006 roku starł się z jednym z najlepszych zawodników wagi średniej, Maurício Ruą. Rua, który broniąc się przed obaleniem, upadł tak niefortunnie, iż złamał sobie rękę. Jednak Coleman tego nie zauważył, i dalej atakował krzyczącego z bólu „Szoguna”. Wtedy na ring wtargnęli koledzy Ruy z klubu Chute Boxe, z mistrzem wagi średniej Wanderleiem Silvą na czele, i wdali się w bójkę z Colemanem i jego sekundantami. Po tym zajściu Coleman przeprosił Ruę, ale nie zostały one przyjęte, a Silva wyzwał do walki wszystkich członków klubu Hammer House. W październiku 2006 roku, na pierwszej gali Pride w USA, Coleman ponownie stanął do walki z Jemieljanienką, jednak i tym razem przegrał przez poddanie. 
W marcu 2008 roku został włączony do Hali Sław UFC. Wkrótce potem, w sierpniu miał zmierzyć się w swojej pierwszej od 9 lat walce w UFC z Brockiem Lesnarem, jednak wycofał się z niej z powodu kontuzji. Do rywalizacji powrócił w styczniu 2009 roku, gdy przegrał przez TKO w rewanżu z Ruą. Po kolejnej porażce w 2010 roku z rąk Randy’ego Couture’a władze UFC nie przedłużyły z Colemanem kontraktu.

## Życie prywatne
Coleman ma dwie córki, Mackenzie i Morgan, z poprzedniego małżeństwa. Trzecią córkę, Skylar, ma ze swoją obecną partnerką Tiną.
Wystąpił w filmie dokumentalnym The Smashing Machine: The Life and Times of Mark Kerr wraz z innym zawodnikiem i byłym przyjacielem Markiem Kerrem.
W czerwcu 2006 roku ogłoszono, że Coleman jest jednym z nowych trenerów amerykańskiej organizacji International Fight League. W późniejszym czasie został zastąpiony jednak na tym stanowisku przez Franka Shamrocka.
W 2018 roku ujawnił, że był jedną z ofiar doktora Richarda Straussa w związku ze skandalem związanym z molestowaniem na Uniwersytecie Stanowym w Ohio.
Pod koniec 2020 roku poinformował, że doznał zawału serca w wyniku całkowitej blokady tętnicy i przeszedł operację wszczepienia stentu.
W wywiadzie dla Ariela Helwaniego we wrześniu 2021 roku ujawnił, że Wes Sims namówił go do wzięcia udziału w odwyku ze względu na problem alkoholowy. W wywiadzie Coleman stwierdził, że na tę sytuację złożyło się wiele problemów osobistych, a także, że od czasu odwyku zachowuje trzeźwość.
W marcu 2024 roku, po próbie ratowania rodziców i psa z pożaru domu, Coleman trafił do szpitala w stanie krytycznym z powodu zatrucia dymem. Udało  mu się uratować rodziców, ale jego pies nie przeżył pożaru.
Cztery miesiące później ponownie trafił do szpitala w związku z infekcją biodra.